# مجتمع گاوداری فارغ‌التحصیلان
مجتمع گاوداری فارغ‌التحصیلان یک منطقهٔ مسکونی در ایران است که در دهستان سراب (ایوان) واقع شده‌است. مجتمع گاوداری فارغ‌التحصیلان ۲۵ نفر جمعیت دارد.